# سرگی ایساکوف
سرگی ایساکوف (استونیایی: Sergei Issakov; ۸ اکتبر ۱۹۳۱ – ۱۱ ژانویهٔ ۲۰۱۳) استاد دانشگاه، سیاستمدار و نماینده سابق مجلس اهل استونی بود.